# Вальдшнепы
Ва́льдшнепы — род птиц из семейства бекасовых (Scolopacidae), состоит из восьми очень схожих между собой видов, характеризущихся длинным тонким клювом, приземистым туловищем и защитным коричневато-черным оперением. Только два вида вальдшнепов распространены широко, популяция остальных видов локализована конкретным островом.
Эти птицы питаются ночью или вечером, основным кормом являются беспозвоночные, которых птица отыскивает своим длинным клювом в мягкой почве. Такие повадки и неброское оперение делают трудным заметить вальдшнепа в дневные часы отдыха.
Токование обычно происходит на рассвете или в сумерках. Глаза у птицы расположены по бокам головы, что дает им угол зрения почти 360°.

## Виды
По данным базы Международного союза орнитологов в составе рода выделяют 8 видов:
- Scolopax bukidnonensis Kennedy, RS, Fisher, TH, Harrap, Diesmos & Manamtam, 2001
- Scolopax celebensis Riley, 1921 — Целебесский вальдшнеп
- Scolopax minor Gmelin, JF, 1789 — Американский вальдшнеп
- Scolopax mira Hartert, E, 1916 — Амамийский вальдшнеп
- Scolopax rochussenii Schlegel, 1866 — Молуккский вальдшнеп
- Scolopax rosenbergii Schlegel, 1871
- Scolopax rusticola Linnaeus, 1758 — Вальдшнеп
- Scolopax saturata Horsfield, 1821 — Малайский вальдшнеп